# Isochromodes rubra
Isochromodes rubra là một loài bướm đêm trong họ Geometridae.